# Geraldo Nascimento
Geraldo Nascimento (ur. 18 maja 1936 w Senador Pompeu, zm. 6 listopada 2022 w Juazeiro do Norte) – brazylijski duchowny rzymskokatolicki, w latach 1982–1997 biskup pomocniczy Fortalezy.

## Życiorys
Święcenia kapłańskie przyjął 29 czerwca 1967. 10 września 1982 został prekonizowany biskupem pomocniczym Fortalezy ze stolicą tytularną Zama Major. Sakrę biskupią otrzymał 22 grudnia 1982. 22 stycznia 1997 zrezygnował z urzędu.